# Mihovljan (żupania krapińsko-zagorska)
Mihovljan – wieś w Chorwacji, w żupanii krapińsko-zagorskiej, w gminie Mihovljan. W 2011 roku liczyła 1095 mieszkańców.